# Draw Play
Ein Draw Play (oder kurz: Draw) ist eine Spielzugvariante im American Football. Hierbei wird ein Passspielzug angetäuscht, der letztendlich in einem Laufspielzug endet. Ziel ist es den Gegner auf die falsche Fährte zu locken. Ein Draw Play gehört zu den Fakespielzügen.

## Varianten
Nachdem der Pass angetäuscht wurde, kann der Spielball vom Quarterback an den Runningback oder seltener den Fullback übergeben werden. Dieser versucht eine Lücke, meist durch die Mitte der Defensive Line, zu finden, um so viel Yards wie möglich zu erlaufen. Des Weiteren kann der Quarterback, nachdem er den Pass angetäuscht hat, auch selbst mit dem Ball laufen.

Sehr oft wird das Draw Play aus der Shotgun-Formation heraus gespielt.
Aber auch andere Formationen sind möglich.
Damit der Gegner noch mehr verwirrt wird, kann der Runningback auch antäuschen, dass er als Blocker agiert.